# 大叶筇竹
大叶筇竹（学名：Qiongzhuea macrophylla）是禾本科筇竹属的植物，是中国的特有植物。分布于中国大陆的四川：雷波、马边等地，生长于海拔1,500米至2,200米的地区，见于阔叶林下，目前尚未由人工引种栽培。